# Hrobka Karla Merta
Hrobka Karla Merta je hrobka bývalého jindřichohradeckého starosty. Hrobka byla vystavěna po smrti Karla Merta roku 1936 z popudu jeho manželky Matyldy Mertové. Od roku 2011 patří mezi kulturní památky.

## Popis
Hrobka se nachází na hřbitově u kostela sv. Václava v Jindřichově Hradci. Stavba stojí na stupňovité podnoži, má obdélný půdorys a je včleněna do ohradní zdi hřbitova. Před zadní stěnou se nachází šest válcových sloupů bez entaze. Čtyři sloupy stojí v přední části a dva před zadní stěnou stavby. Sloupy jsou posazeny na hranolovou patku, která je připojena ke sloupu tory a plinty a jsou zakončeny prstencem s krycí deskou a jednoduchou hlavicí. Sloupy nesou kladí s architrávem a trojúhelný tympanon se sedlovou střechou, který je ve středové části polokruhově otevřen. Kladí je s hladkými vlysy a předsazenou římsou. Na vrcholu hřebene stojí kamenný kříž. Ve střední části hrobky u zadní stěny je umístěna mramorová socha anděla, která stojí na jednoduchém hranolovém podstavci, v jehož středu je vpadlé kruhové pole. Figura stojí na pravé noze a levou nohu má lehce pokrčenou, kolem obou nohou se ovíjí dlouhý šat. Hlavu má skloněnou k rukám sepjatým na hrudi. Ze zad anděla vzrůstají načechraná pnoucí křídla. Mezi předními sloupy se před sochou anděla nachází mramorová busta Karla Merta na podstavci s projmutými podélnými stranami v horní části, dosedajícími na římsy. Na podstavci je nápis: „Vrchní právní rada / Karel Mert / býv. starosta města / poslanec na sněmu zemském / a rytíř král. dánského / řádu Danebroga / zemřel 26. října 1936.“ Před hrobkou se rozprostírá hrobové místo ve shodné šíři s hrobkou, které je kryto kamennými odstupňovanými deskami. Hrobové místo ohrazuje nízká kamenná zídka, v přední části podstavce ukončené kruhovou deskou.

## Historie
Hrobka byla vystavěna architekty Václavem Neubauerem a Antonínem Pfeiferem v letech 1936 až 1937 z iniciativy manželky zesnulého politika Karla Merta Matyldy Mertové. Socha anděla od Josefa Strachovského vznikla na přelomu 19. a 20. století.